# 斯匹茨龙属
斯匹次龙（学名：Spitrasaurus）是蛇颈龙目蛇颈龙亚目浅隐龙科已灭绝的一个属，生存于侏罗纪末的挪威斯匹次卑尔根岛中部可能还有启莫里阶的英国。其学名命名自斯匹次卑尔根旅游（Spitsbergen Travel）的音节缩写。
温氏斯匹茨龙（S. wensaasi）正模标本PMO 219 718由60节关节连接的颈椎及颅骨材料组成，属于一只幼龙，拉氏斯匹茨龙（S. larseni）正模标本SVB 1450同样由颈椎组成。
经与巨颈潜游龙比较，英国启莫里黏土组发现的一节颈椎MANCH LI 5519c于2014年临时归入斯匹茨龙近似属。启莫里发现的更多疑似斯匹茨龙椎骨则陈列于史蒂夫·埃切斯的收藏中。